# Embajada de España en China
La Embajada de España en China es la máxima representación legal del Reino de España en la República Popular de China. También esta acreditada en Mongolia (1995).

## Embajador
El actual embajador es Marta Betanzos Roig, quien fue nombrada por el gobierno de Pedro Sánchez el 16 de enero de 2024.

## Misión diplomática
El Reino de España tiene varias misiones diplomáticas en el país asiático, siendo la principal la embajada ubicada en la capital del país, Pekín, creada en 1864 con carácter residente. 
Además España cuenta con cuatro consulados-generales con jurisdicción para asuntos consulares:
- Consulado General en Pekín: Municipios de Pekín, Chongqing y Tianjin; las provincias de Gansu, Hebei, Heilongjiang, Henan, Hubei, Jilin, Liaoning, Qinghai, Shanxi, Shaanxi, Shandong, Sichuan y las Regiones Autónomas de Mongolia Interior, Hui de Ningxia, Uigur de Xinjiang y Tíbet.

- Consulado General en Shanghái: atiende a los ciudadanos residentes en la Municipalidad de Shanghái  y en las provincias limítrofes de Anhui,  Jiangsu, Jiangxi y Zhejiang.

- Consulado General en Cantón: presta servicio en las provincias de Fujian,  Cantón, Guizhou, Hainan, Hunan, Yunnan y en la región autónoma de Zhuang de Guangxi
- Consulado General en Hong Kong:[2] con jursidicción sobre esta ciudad y Macao.

## Historia
España entró en contacto con la China imperial en el siglo XVI con la embajada enviada por Felipe II de España en 1580. No obstante los contactos más fluidos e intensos se produjeron en el siglo XIX de la mano del "primer embajador" Sinibaldo de Mas en 1843. España mantuvo una embajada en Pekín desde 1864 tanto al final de la monarquía china como durante la República China; la embajada estuvo activa hasta que por causa de la Guerra civil española cesó su actividad.
Tras el final de la Guerra Civil China en 1949, España mantuvo relaciones diplomáticas con la China nacionalista a través de la Embajada española en Filipinas, que desde 1952 quedó acreditada en Taipéi hasta 1960 cuando se nombró al embajador residente en la China insular. Finalmente, España rompía relaciones con la República de China en 1973 y reconocía a la República Popular China como único representante de China; a partir de ese momento, España nombró embajadores residentes en Pekín.

## Demarcación
Actualmente la demarcación de la Embajada española esta acreditada también en:
- República de Mongolia: en 1977 se iniciaron las relaciones diplomáticas y el gobierno español nombró al primer embajador, con carácter extraordinario y plenipotenciario, para Mongolia pero residente en Moscú. No fue hasta 1995 cuando el país centroasiático quedó incluido en la demarcación de la embajada española en la República Popular China.

Pero en el pasado la demarcación de Pekín estuvo acreditada en:
- Reino de Annam: las relaciones entre España y el reino de Annam fueron intermitentes y estuvieron gestionadas por el representante español en Pekín. Una vez que Annam pasó a colonia de Francia se puso fin a las relaciones diplomáticas hasta la creación de la República de Vietnam en 1954.

- Reino de Siam: los contactos entre la corte de Siam con el gobierno español fueron cordiales pero escasos, gestionados mediante el representante español en China. Pese a la visita a España del rey Chulalongkorn en 1897, las relaciones diplomáticas no fueron intensas hasta la creación de la Embajada española en Bangkok en 1961.

- República Socialista de Vietnam la reunificación de Vietnam y el final de la guerra (1976), permitió normalizar las relaciones entre España y la República Socialista de Vietnam el 23 de mayo de 1977. En 1983 España nombraba embajadores para Vietnam con residencia en Pekín, y, a partir de 1987 residentes en Bangkok. Finalmente en 1994, el gobierno español decidió abrir una misión diplomática permanente en Hanói, capital de Vietnam, aunque no fue residente hasta 1997 cuando se nombró al primer embajador radicado en el país asiático.
- República Popular Democrática de Corea: las relaciones entre Corea del Norte y España se iniciaron formalmente relaciones diplomáticas con Pionyang desde el 7 de febrero de 2001 dependiente de la Embajada española en China. Las relaciones se canalizaron desde 2006 en régimen de acreditación múltiple desde la Embajada de España en Corea del Sur.